# روبرت د. لو
روبرت د. لو (بالإنجليزية: Robert D. Law)‏ هو عسكري أمريكي، ولد في 15 سبتمبر 1944 في فورت وورث في الولايات المتحدة، وتوفي في 22 فبراير 1969 في فيتنام الجنوبية.